# إنديتكس
إنديتكس هي شركة ملابس إسبانية متعددة الجنسيات مقرها في أرتيكسو ( لا كورونيا ) في غاليسيا. 
تدير إنديتكس، أكبر مجموعة أزياء في العالم، أكثر من 7200 متجر في 93 سوقًا حول العالم.    المتجر الرئيسي للشركة هو زارا ، ولكن كما أنها تمتلك سلاسل زارا هوم، ماسيمو دوتي ، بيرشكا ، أويشو ، بول اند بير ، ستراديفاريوس و أوتيرك . غالبية متاجرها مملوكة للشركات، في حين يتم التنازل عن الامتيازات بشكل أساسي في البلدان التي لا يمكن أن تكون ملكيتها للشركات أجنبية. 
تعمل الشركة على نموذج أعمال فريد من نوعه: بدلاً من الالتزام بنسبة مئوية كبيرة من الإنتاج لموسم الأزياء المقبل، تلتزم الشركة بكمية قليلة وتستخدم ملاحظات العملاء وشبكة إنتاج فعالة لتجديد المتاجر بمنتجات جديدة ومختلفة أسبوعيًا.  يتم النماذج الأولية الجديدة في 5 أيام فقط، و 60٪ من التصنيع يحدث محليًا لتقصير المهل الزمنية. في متاجر زارا، يمكن أن يستغرق ثوبًا جديدًا أقل من 15 يومًا للانتقال من التصميم والإنتاج إلى أرفف المتاجر. 

## روابط خارجية
- الموقع الرسمي